# Léaupartie
Léaupartie település Franciaországban, Calvados megyében. Lakosainak száma 87 fő (2022. január 1.). Léaupartie Auvillars, Cambremer, Montreuil-en-Auge, Repentigny, La Roque-Baignard, Rumesnil és Cambremer községekkel határos.

## Népesség
A település népességének változása:
| Lakosok száma | 55   | 48   | 47   | 69   | 97   | 91   | 88   | 89   | 88   | 87   |
|               | 1968 | 1982 | 1990 | 2006 | 2013 | 2015 | 2017 | 2019 | 2020 | 2022 |